# Basil February
Basil February, auch Paul Petersen (* 9. August 1944 in Kapstadt; † 1968) war ein südafrikanischer Freiheitskämpfer und Apartheidgegner.

## Leben
Als zweites Kind von Paul February und Janet Petersen wuchs Basil February in Somerset West nahe Kapstadts auf. Er besuchte die Trafalgar High School, die er 1960 mit Auszeichnung abschloss. Sein Ersuchen, an der University of Cape Town Rechtswissenschaften zu studieren, wurde vom damaligen Bildungsminister B. J. Voster abgelehnt. Zwar immatrikulierte er anschließend an der medizinischen Fakultät der Universität, wurde aber ein Jahr später wegen seiner politischen Aktivitäten exmatrikuliert. 1963 wurde er Mitglied der South African Coloured People’s Organisation (SACPO), einer dem ANC nahestehenden politischen Organisation. Wegen eines Versammlungsverbotes verbreitete February mit seinem Freund James April seine politische Botschaft durch das Anbringen von Graffiti. Dadurch geriet er mit dem Gesetz in Konflikt und wurde mehrmals festgenommen. 1964 wurde er Mitglied des Umkhonto we Sizwe, dem militärischen Arm des ANC. Um seine Familie und seine Freunde zu schützen, verließ er Südafrika und ging zunächst nach Botswana. Dort, in anderen afrikanischen Staaten und in der Tschechoslowakei erhielt er eine paramilitärische Ausbildung. Daneben schrieb er Artikel für die Zeitschrift Dawn. Nach Abschluss der Ausbildung wurde er 1968 nach Südafrika zurückgeschickt, um eine Guerilla-Einheit zu führen. Auf ihrem Weg geriet die Einheit in Rhodesien in einen Hinterhalt. Es gelang February, seinen Kameraden zur Flucht zu verhelfen, er selber kam bei dem Gefecht ums Leben.
2003 wurde ihm postum der Order of Mendi for Bravery in Gold verliehen.